# La promessa (miniserie televisiva 1979)
La promessa è una miniserie televisiva del 1979 diretta da Alberto Negrin, basata sul romanzo omonimo di Friedrich Dürrenmatt.

## Trama
Una bambina è uccisa da un maniaco e il commissario Matthäi giura alla madre della bimba che troverà l'assassino. Avvalendosi di una donna e della figlia, tende una trappola al maniaco, ma quest'ultimo muore senza che il commissario ne sia a conoscenza. Continuerà ad aspettarlo divenendo succube delle due donne, fino a che impazzirà.